# Les « Ô » en Angleterre

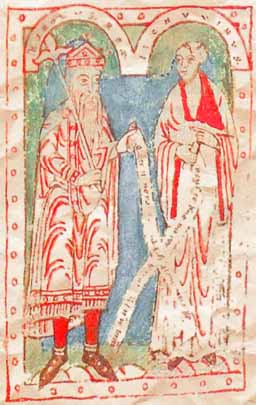
Alcuin et Charlemagne

Les antiennes « Ô » étaient connues depuis au moins le VIIIe siècle, surtout l’antienne  Ô Oriens  auxquelles Bède ferait allusion : Qui ideo recte Oriens vocatur, qui nobis ortum verae lucis aperiens filios, noctis et tenebrarum, lucis effecit fili…
.

## Caedmion
Concernant l'antienne O Wisdom : (Cædmon's Hymn) (658-680) : Now must we praise of heaven's kingdom the Keeper 

Of the Lord the power and his Wisdom  

The work of the Glory-Father, as he of marvels each,

The eternal Lord, the beginning established.

## Christ I
(Old Lyrics Advent) Le Poème de l'Avent « Christ I » en vieil anglais  (Christ I (en)), qui date de la fin du VIIIe siècle ou début du IXe siècle, contenu dans le « Livre d' Exeter » ( Exeter Book ) et attribué à Cynewulf en reprend sept, c'est-à-dire 439 lignes en vieil-anglais,.
Tolkien s'est inspiré de ces antiennes en vieil anglais, et de (Christ II ) en particulier l'antienne O Oriens avec « Éala Éarendel » (ce qui signifie « Aurore ») pour ses œuvres de fiction romanesque, Le Hobbit et le Seigneur des anneaux.

Eala earendel, engla beorhtast, 

ofer middangeard monnum sended.
Hail Earendel brightest of angels

Above Middle-earth sent unto men.

Le De Laude d'Alcuin comprend dix antiennes Ô dont en 1930, la Revue liturgique et monastique lui attribue la paternité. On dit en effet, qu'il mourut avec joie en chantant l'antienne O Clavis David la veille de l'Ascension.
Elles furent chantées en Angleterre au long des siècles aussi bien chez les anglicans que chez les luthériens quoique ne faisant pas partie du Book of Common Prayer, mais des Anglican liturgical sources, comme l'English Hymnal (les versions anglaises, qui ne sont pas toujours la traduction littérale du latin, proviennent du Culte commun liturgique de l'Église d'Angleterre).
Tout comme les livres les plus anciens du chant grégorien, la liturgie conservait toujours, Outre-Manche, la huitième antienne « O Virgo Virginum ». Au contraire du continent européen, la Grande-Bretagne ne renonça jamais cette antienne. En conséquence, la pratique des antiennes se commençait le 16 décembre, à savoir un jour plus tôt, et l'antienne mariale était chantée le 23 décembre.
Cette série s'employait auprès de l'Église d'Angleterre (y compris la Cathédrale de Canterbury) jusqu'à l'époque moderne et celle-ci resta la version imprimée dans les sources de liturgie traditionnelle. Depuis 2000, toutefois, l'autorité semble avoir délaissé cette pratique médiévale anglaise pour la norme universelle, et le Culte commun prévoit désormais la version simple des antiennes et non la version octuple.
Julienne de Norwich commença son manuscrit Showing of Love (Westminster) avec l'antienne O Sapientia « O Ure gracious & goode lorde god shewed me in party the wisdom... ».
D'Angleterre elles parvinrent aux États-Unis en Amérique du Nord où elles sont très populaires.